# Cerro Tres Kandú

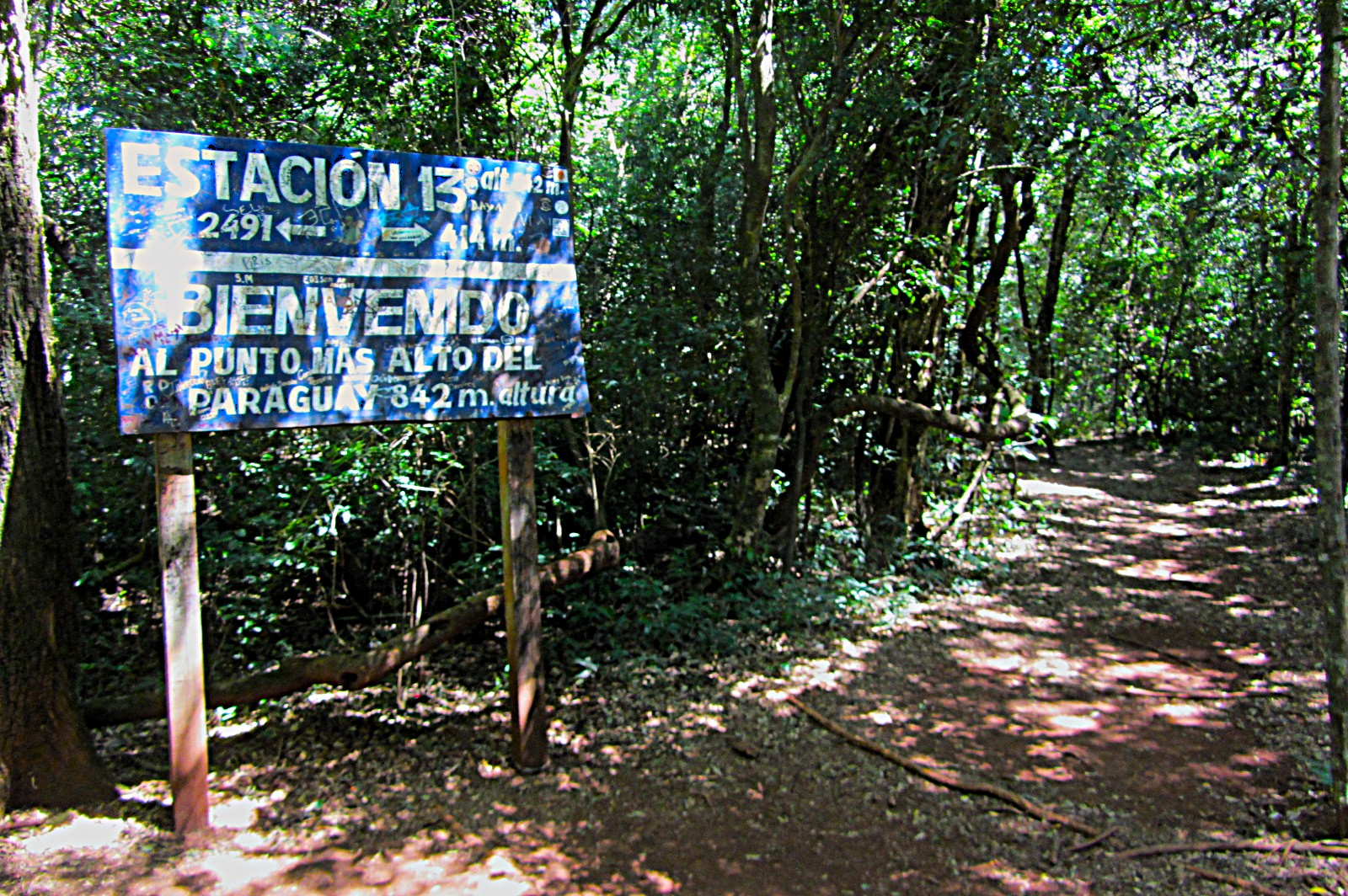
Acceso a la cima del cerro Tres Kandú, punto más alto del Paraguay.

El Cerro Tres Kandú (informalmente conocido como 3K) es el punto más alto del territorio de la República del Paraguay, con 842 m s. n. m. Se encuentra ubicado en el Departamento de Guairá, en el límite con el Departamento de Caazapá.
Este cerro forma parte de la Cordillera del Ybytyruzú y se encuentra en la jurisdicción del municipio de General Eugenio Garay. Dicho lugar fue en su momento un punto estratégico para las radiocomunicaciones del Paraguay, ya que el ejército paraguayo y la compañía de electricidad (ANDE) tienen instalados sus repetidoras y radioenlaces en este punto.
Dichas instalaciones de las repetidoras y radioenlaces actualmente se encuentran en estado de abandono y dejaron de funcionar mucho tiempo atrás.

## Clima

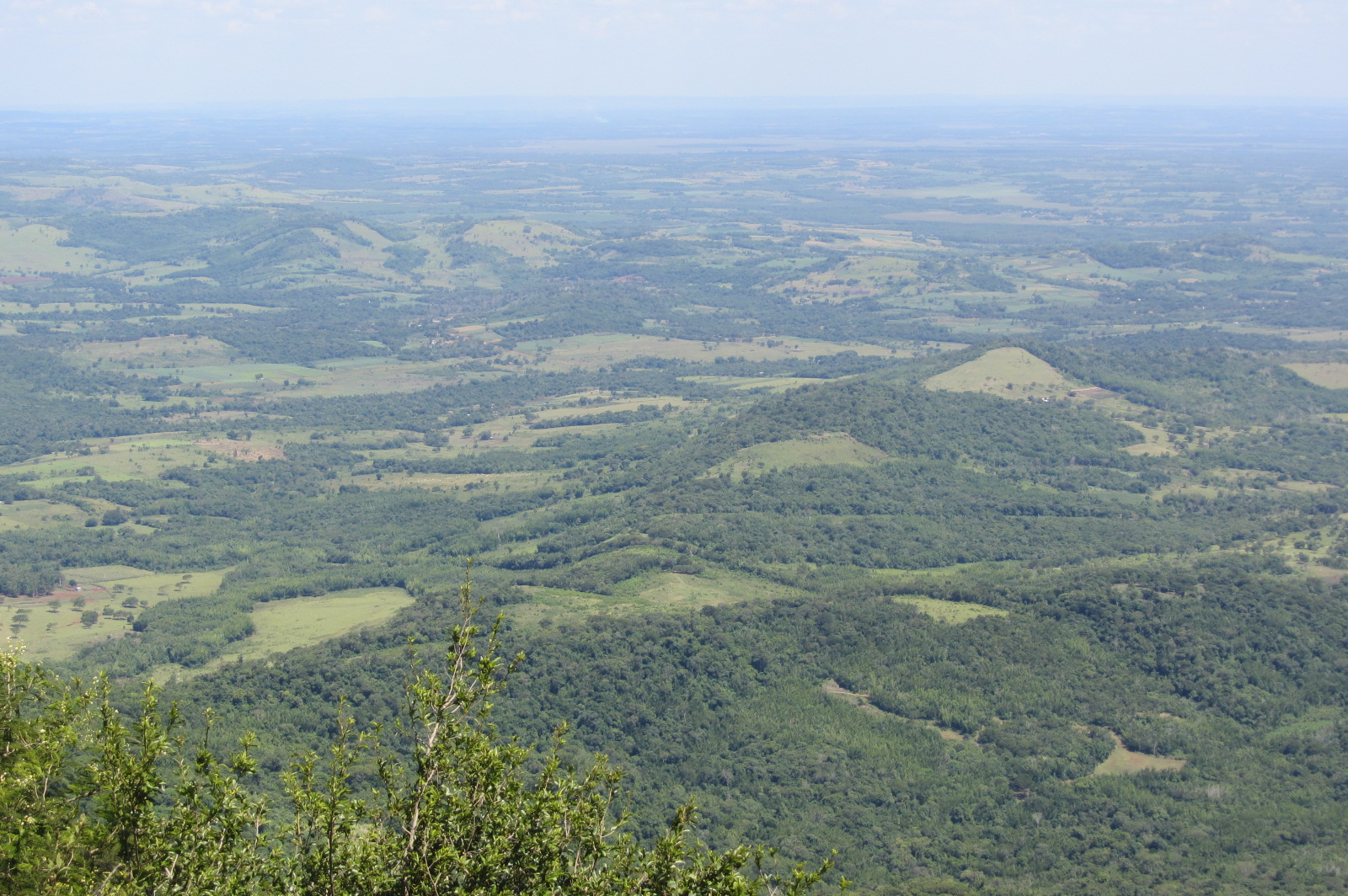
Vista de la cordillera del Ybytyruzú desde la cima del cerro Tres Kandú.

Las temperaturas son cálidas durante los meses de verano, con temperaturas promedio entre los 18 °C y 28 °C.
Las temperaturas son frescas durante los meses de invierno, con temperaturas promedio entre los 8 °C y 20 °C.
Por la noche y durante el amanecer es cuando las temperaturas son más bajas, mientras que durante el día, con el sol el clima se siente más cálido. Normalmente la temperatura es cuatro grados inferior hacia la cima que hacia la base del cerro.